# Плавання на літніх Олімпійських іграх 2012 — естафета 4x200 метрів вільним стилем (чоловіки)
Дисципліна з плавання в естафеті 4x200 метрів вільним стилем серед чоловіків на Олімпіаді 2012 року пройшли 31 липня в Центрі водних видів спорту в Лондоні.

## Рекорди
Станом на 31 липня 2012 світовий і олімпійський рекорди були такими:
| Світовий рекорд     | США (USA) Майкл Фелпс (1:44.49) Ріккі Беренс (1:44.13) Дейв Волтерс (1:45.47) Раян Лохте (1:44.46)     | 6:58.55 | Рим, Італія  | 31 липня 2009  | [ 2 ] [ 3 ] |
| Олімпійський рекорд | США (USA) Майкл Фелпс (1:43.31) Раян Лохте (1:44.28) Ріккі Беренс (1:46.29) Пітер Вандеркаай (1:44.68) | 6:58.56 | Пекін, Китай | 13 серпня 2008 | [ 4 ]       |

## Результати

### Попередні запливи
| Місце | Заплив | Доріжка | Країна                | Плавці                                                                                                  | Час     | Примітки |
| ----- | ------ | ------- | --------------------- | --- | ------- | -------- |
| 1     | 2      | 4       | США (USA)             | Чарлі Гоучін (1:48.22) Метт Маклін (1:46.68) Девіс Тарвотер (1:46.33) Конор Дваєр (1:45.52)             | 7:06.75 | Q        |
| 2     | 1      | 4       | Франція (FRA)         | Жеремі Страв'юс (1:47.42) Грегорі Малле (1:47.56) Аморі Лево (1:47.87) Клеман Лефер (1:46.33)           | 7:09.18 | Q        |
| 3     | 1      | 5       | Німеччина (GER)       | Тім Валльбургер (1:48.10) Дімітрі Колупаєв (1:47.47) Клеменс Рапп (1:48.04) Пауль Бідерманн (1:45.62)   | 7:09.23 | Q        |
| 4     | 2      | 3       | Австралія (AUS)       | Девід Маккеон (1:48.25) Кемерон Макевой (1:47.89) Нед Маккендрі (1:47.55) Раян Наполеон (1:46.81)       | 7:10.50 | Q        |
| 5     | 2      | 6       | Велика Британія (GBR) | Девід Керрі (1:48.82) Росс Девенпорт (1:47.59) Роб Бейл (1:47.85) Роберт Ренвік (1:46.44)               | 7:10.70 | Q        |
| 6     | 2      | 5       | Китай (CHN)           | Лю Чжіву (1:48.83) Лі Юньці (1:47.27) Цзян Хайці (1:47.56) Дай Цзюнь (1:47.69)                          | 7:11.35 | Q        |
| 7     | 1      | 8       | ПАР (RSA)             | Даріан Таунсенд (1:48.09) Жан Бассон (1:48.12) Себастьян Руссо (1:47.67) Чад ле Клос (1:47.63)          | 7:11.51 | Q        |
| 8     | 1      | 2       | Угорщина (HUN)        | Домінік Козма (1:47.24) Петер Бернек (1:48.94) Ласло Чех (1:48.19) Герге Кіш (1:47.27)                  | 7:11.64 | Q        |
| 9     | 1      | 3       | Японія (JPN)          | Юкі Коборі (1:48.00) Сьо Сотодате (1:47.30) Тіакі Ісібасі (1:48.38) Юя Хоріхата (1:48.06)               | 7:11.74 |          |
| 10    | 2      | 1       | Росія (RUS)           | Артем Лобузов (1:48.30) Євген Лагунов (1:47.40) Михайло Поліщук (1:48.82) Олександр Сухоруков (1:47.34) | 7:11.86 |          |
| 11    | 1      | 6       | Італія (ITA)          | Джанлука Малья (1:48.39) Алекс ді Джорджо (1:47.93) Ріккардо Маестрі (1:47.94) Марко Белотті (1:48.53)  | 7:12.69 |          |
| 12    | 2      | 8       | Бельгія (BEL)         | Дітер Деконінк (1:48.62) Гленн Сюргелосе (1:48.22) Луї Кроенен (1:49.32) Пітер Тіммерс (1:48.28)        | 7:14.44 | NR       |
| 13    | 1      | 1       | Данія (DEN)           | Данієль Скаанінг (1:48.98) Пал Йонсен (1:49.40) Андерс Ліе (1:47.59) Мадс Глеснер (1:49.07)             | 7:15.04 | NR       |
| 14    | 2      | 7       | Канада (CAN)          | Блейк Ворслі (1:48.23) Колін Рассел (1:48.54) Тобіас Орівол (1:49.24) Алек Пейдж (1:49.21)              | 7:15.22 |          |
| 15    | 1      | 7       | Нова Зеландія (NZL)   | Метью Стенлі (1:47.88) Стівен Кент (1:49.92) Ділан Данлоп-Барретт (1:49.51) Ендрю Макміллан (1:49.87)   | 7:17.18 |          |
| 16    | 2      | 2       | Австрія (AUT)         | Давід Брандль (1:49.80) Крістіан Шерюбль (1:48.64) Маркус Роган (1:48.13) Флоріан Яништинь (1:51.37)    | 7:17.94 |          |

### Фінал
| Місце | Доріжка | Країна                | Swimmers                                                                                              | Час     | Час behind | Примітки |
| ----- | ------- | --------------------- | --- | ------- | ---------- | -------- |
| 1     | 4       | США (USA)             | Раян Лохте (1:45.15) Конор Дваєр (1:45.23) Ріккі Беренс (1:45.27) Майкл Фелпс (1:44.05)               | 6:59.70 |            |          |
| 2     | 5       | Франція (FRA)         | Аморі Лево (1:46.70) Грегорі Малле (1:46.83) Клеман Лефер (1:46.00) Яннік Аньєль (1:43.24)            | 7:02.77 | 3.07       | NR       |
| 3     | 7       | Китай (CHN)           | Хао Юнь (1:47.12) Лі Юньці (1:46.46) Цзян Хайці (1:47.17) Сунь Ян (1:45.55)                           | 7:06.30 | 6.60       |          |
| 4     | 3       | Німеччина (GER)       | Пауль Бідерманн (1:46.15) Дімітрі Колупаєв (1:46.36) Тім Валльбургер (1:47.48) Клеменс Рапп (1:46.60) | 7:06.59 | 6.89       |          |
| 5     | 6       | Австралія (AUS)       | Томас Фрейзер-Голмс (1:46.13) Кенрік Монк (1:46.67) Нед Маккендрі (1:47.60) Раян Наполеон (1:46.60)   | 7:07.00 | 7.30       |          |
| 6     | 2       | Велика Британія (GBR) | Роберт Ренвік (1:46.93) Ієн Ллойд (1:47.40) Rob Bale (1:47.45) Росс Девенпорт (1:47.55)               | 7:09.33 | 9.63       |          |
| 7     | 1       | ПАР (RSA)             | Даріан Таунсенд (1:47.25) Себастьян Руссо (1:47.36) Чад ле Клос (1:47.15) Жан Бассон (1:47.89)        | 7:09.65 | 9.95       |          |
| 8     | 8       | Угорщина (HUN)        | Домінік Козма (1:46.94) Ласло Чех (1:48.06) Петер Бернек (1:48.74) Герге Кіш (1:49.92)                | 7:13.66 | 13.96      |          |